# Techno
Techno – gatunek muzyki rozrywkowej będący nurtem muzyki elektronicznej i elektronicznej muzyki tanecznej (klubowej) oraz subkultura powstała w Detroit w latach 80. XX wieku.
Ze względu na typowo elektroniczny charakter gatunku i dużą popularność na początku lat 90. oraz wpływ na powstanie gatunków muzyki elektronicznej m.in. trance, hardcore, jungle, eurodance , rave oraz dubstep, nazwą techno bywa powszechnie mylnie określana całość elektronicznej muzyki tanecznej (klubowej) i muzyki elektronicznej.

## Charakterystyka
Techno to muzyka elektroniczna o jednostajnym, regularnym rytmie w metrum cztery czwarte. Klasyczne techno posiada stosunkowo szybkie tempo i wynosi około 120–140 uderzeń na minutę. Muzyka ta charakteryzuje się stosowaniem niemal wyłącznie syntetycznych bądź elektronicznie przetworzonych dźwięków, co odróżnia ją od muzyki house. Utwory tego gatunku nawiązują też do brzmień industrialnych. Niektóre utwory techno posiadają melodie lub wyraziste warstwy basowe, jednak w odróżnieniu od wielu innych gatunków elektronicznej muzyki tanecznej te elementy nie są kluczowe dla gatunku. Muzyka techno, jako że jest przeznaczona przede wszystkim do grania w klubach, jest produkowana w taki sposób, aby miksowanie poszczególnych utworów ze sobą było łatwe: utwory są przeważnie całkowicie instrumentalne i rzadko posiadają rozbudowane partie wokalne, w odróżnieniu od takich gatunków jak house czy trance.

## Historia
Początki techno sięgają późnych lat 70. oraz eksperymentalnej muzyki elektronicznej, komponowanej w tamtym okresie. Największy wkład w stworzenie fundamentów techno, ma niemiecka grupa Kraftwerk. Oprócz tego duży wpływ na powstanie muzyki techno miała muzyka disco z tamtego okresu, a utwór Donny Summer „I Feel Love” z 1977 roku jest uważany za pierwszy utwór techno. Jednak właściwym miejscem i czasem powstania tego gatunku jest miasto Detroit połowy lat 80. Bezpośredni wpływ na powstanie gatunku wywarła wywodząca się głównie z muzyki disco lat 70. muzyka house. Do protoplastów należą m.in. Juan Atkins, Derrick May, oraz Kevin Saunderson, których muzyka zmieniła w owym czasie kształt sceny muzycznej tego miasta. Duży wpływ na ich działalność miały Chicago house oraz funk, electro, industrial, rock elektroniczny i electro jazz. Zafascynowani elektronicznymi dźwiękami, zaczęli tworzyć własną muzykę, używając do tego celu syntezatorów, samplerów oraz automatów perkusyjnych Roland TR-808 oraz TR-909. Pierwsze użycie słowa techno w odniesieniu do konkretnego gatunku muzyki miało miejsce w 1988 roku. Nazwa gatunku pochodzi od tytułu utworu „Techno City” autorstwa Juana Atkinsa nagranego w 1984 roku.
W czasie trwania rozwoju techno wyłoniło się kilka podgatunków tego gatunku takich jak acid czy też minimal. Wraz z upływem czasu muzyka ta stawała się coraz bardziej eksperymentalna. Przykładem tej tendencji jest twórczość Cristiana Vogla oraz Jeffa Millsa. Muzyka techno wywarła również wpływ pośrednio lub bezpośrednio była łączona w parze z elementami jazzu. To doprowadziło do zwiększenia się nacisku na rytm i harmonię w wielu produkcjach techno.
Techno, które w Stanach Zjednoczonych nigdy nie zdobyło popularności na wielką skalę, trafiło do Europy, gdzie gatunek zyskał większe zainteresowanie. Popularność techno znacznie wzrosła na początku lat 90., przede wszystkim w Wielkiej Brytanii i Niemczech, gdzie techno wraz z acid house oraz pochodnymi gatunkami było muzyką, która dominowała na ówczesnych imprezach rave. W 1989 roku w Berlinie odbyła się pierwsza edycja Love Parade, największej na świecie imprezy poświęconej techno. Odbywała się ona w Berlinie, co roku (z wyjątkiem, kiedy się nie odbyła w 2004 i 2005), aż do 2006 roku. Kolejne parady odbywały się w Essen (2007), Dortmundzie (2008) i Duisburgu (2010). Podczas tej ostatniej doszło do tragedii, zginęło wtedy 21 osób, a ponad 500 zostało rannych. To tragiczne zdarzenie zakończyło historię Love Parade.. W 2022 roku odbyła się w Berlinie parada techno „Rave the Planet”, okrzyknięta przez media „duchowym spadkobiercą” Love Parade. W 2024 berlińska scena muzyki techno została wpisana na listę niematerialnego dziedzictwa kulturowego UNESCO w uznaniu za wkład w tworzenie tożsamości miasta.
Przez krytyków muzycznych techno jest często uznawane za ostatni z „wielkich gatunków muzycznych”.